# Suak Raya
Suak Raya is een bestuurslaag in het regentschap Aceh Barat van de provincie Atjeh, Indonesië. Suak Raya telt 1029 inwoners (volkstelling 2010).